# غاز اهلی
غاز اهلی (نام علمی: Anser anser domesticus) نام یک زیرگونه از گونه غاز خاکستری است.
غازها به گروهی از پرندگان تیرهٔ مرغابیان تعلق دارند که شامل قو و اردک هم می‌شود. غاز یک پرندۀ اهلی است که نر آن به عنوان gander یا غاز نر و بچهٔ آن که به عنوان gosling یا بچه غاز شناخته می‌شود. غازها تا ۲۵ سال عمر می‌کنند.
یکی از مهم‌ترین تفاوت‌های بین غازها و دیگر گونه‌های ماکیان مسائل سیستم گوارش آن‌ها است که تنها علف می‌خورد. در مقایسه با دیگر پرندگان مانند مرغ و خروس، در برابر بیماری بسیار مقاوم‌تر بوده و سریع‌تر رشد می‌کنند.
غازها پرندگانی با پاهای مشبک هستند و بیش از صد نژاد دارند.
این‌ها به سه گروه اصلی تقسیم می‌شوند: غاز گینه‌ای یا چینی، غاز وحشی اروپایی و نژادهای دورگه یا پیوندی.
پرها از بدن محافظت می‌کنند. یک تفاوت بین پرهای خارجی و کرک‌ها وجود دارد که لایهٔ عایق را تشکیل می‌دهد.
تخم‌گذاری، برخوابش و آب و هوا سبب پوشش قابل ملاحظهٔ کرک شده‌است. تنظیم دوبارۀ کرک‌ها ۳–۲ ماه طول می‌کشد و عموماً برای جانوران سالم سریع‌تر است.
استخوان‌های آنها سبک است و مسیر گوارشی کوتاهی دارند.
دمای بدنشان 40/6oc است که بیشتر از پستانداران است.
چشم غاز تا ۱۲۰ متر را می‌بیند.
غاز می‌تواند فریاد یا صداها را از ۵۰ متری بشوند.
تشخیص جنسیت غازها می‌تواند در نژادهایی که دودیسی جنسی را نشان نمی‌دهند یا در بچه غازها دشوار باشد، غاز نر معمولاً بلندتر است. گردن بلندی دارد و تنومندتر است.